# 篠原仁志
篠原 仁志（しのはら ひとし）は、日本の作詞家・作曲家。

## 人物
笹沢一宏、眞柄久義らと共にフォーク・バンド、ゼロ座標を結成しデビュー。解散後は佐渡山豊らフォーク系バックバンドを経て、再結成メンバーによるゼロ座標が手掛けたドラマ『大都会 闘いの日々』のサントラに楽曲を提供する。その後、主に作詞家として活動。Heart Box名義でSugarや伊藤さやかのデビュー作のほか、篠原仁志名義で德永英明他の作詞活動を行う。

## 主な楽曲

### 作詞
- 伊藤さやか「天使と悪魔・ナンパされたい編」「あなたとOVER-HEATしたい」他
- 市川陽子「VOICE OF GAIA」（『ガイア・ギア』主題歌）
- 五十嵐浩晃「明日また、あの場所で」
- 小泉今日子「春風の誘惑」
- SILK「ドリーム・シフト」（『絶対無敵ライジンオー』主題歌）
- Sugar「新鮮微笑女」「新入社員と とらばーゆ(A.M.9 to P.M.5)」
- スターダストレビュー「メビウスの瞳」「夏のシルエット」他多数
- 高田みづえ「悲しきロンリーガール」
- 德永英明「夢を信じて」「君の青」「NEWS」他多数
- 柳ジョージ「BABY, IT'S ALL RIGHT」「EVERYBODY NEEDS LOVE TONIGHT」
- yoshiko「元気爆発ガンバルガー」（『元気爆発ガンバルガー』主題歌）

### 訳詞
- 荻野目洋子 「ダンシング・ヒーロー」他
- 長山洋子 「ヴィーナス」「ユア・マイ・ラヴ」「反逆のヒーロー」他
- 成田勝 「INTO THE NIGHT」
- 森恵 「TOKIO TOWN」

### 作曲
- ゼロ座標「大都会のテーマ」（『大都会 闘いの日々』メインテーマ）